# Xylomoia chagnoni
Xylomoia chagnoni là một loài bướm đêm trong họ Noctuidae.